# تاکاشی ایکنوئه
تاکاشی ایکنوئه (انگلیسی: Takashi Ikenoue؛ زادهٔ ۲۹ سپتامبر ۱۹۵۵) بازیکن هندبال اهل ژاپن بود.